# أرشيبالد أوستين
أرشيبالد أوستين (بالإنجليزية: Archibald Austin)‏ هو محامي وسياسي أمريكي، ولد في 11 أغسطس 1772، وتوفي في 16 أكتوبر 1837. انتخب عضو مجلس نواب الولايات المتحدة عن ولاية فرجينيا وانتخب عضو مجلس النواب الأمريكي.